# El destino de los animales
El destino de los animales (en alemán: Tierschicksale) es el título de un cuadro de 1913 del pintor expresionista Franz Marc, fallecido en la Primera Guerra Mundial en 1916. Este cuadro contrasta con la mayoría de las otras de Marc al mostrar a los animales de una forma brutal en lugar de representarlos de una manera pacífica. Es una de sus obras más famosas y un ejemplo del estilo del grupo Der Blaue Reiter que cofundó con Wassily Kandinsky. El título que Marc pretendía para un estudio en acuarela era Los árboles mostraron sus anillos, los animales mostraron sus venas (Die Bäume zeigten ihre Ringe, die Tiere ihre Adern). En el reverso, Marc lo etiquetó con el texto “Y todo ser es sufrimiento en llamas” („Und alles Sein ist flammend Leid“) como una visión apocalíptica de la consiguiente guerra mundial. El nombre actual proviene del amigo de Marc, el pintor Paul Klee. La pintura está en la colección del Museo de Arte de Basilea.

## Descripción
En El destino de los animales la primera impresión está dominada por partes rojas y dentadas de la imagen del bosque representada, que podría representar un incendio forestal.  Cae un tronco ardiendo y llueve fuego. Arriba a la izquierda, dos caballos pintados en verde huyen, pero el de la derecha gira en la dirección equivocada: hacia el centro del incendio. Se pueden ver las venas en un triángulo blanco en su estómago. Abajo a la izquierda se puede ver una pareja de jabalíes en una parte del bosque que todavía parece intacta. A la derecha, un grupo de zorros (también interpretados como lobos o ciervos) observan la acción en una posición expectante. En el centro de la imagen, un ciervo pintado de azul y blanco levanta la cabeza como si estuviera de luto, rayos brillantes atraviesan su cuerpo y el tronco del árbol que cae parece golpearlo en el momento siguiente.

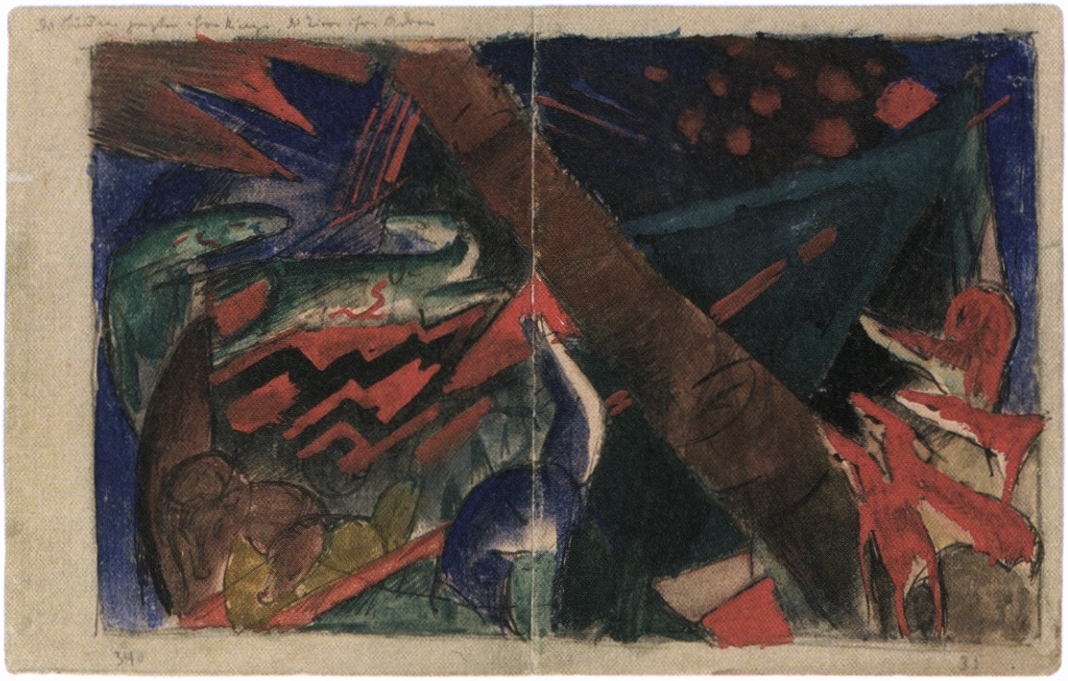
Los árboles mostraron sus anillos, los animales mostraron sus venas, 1913, estudio en acuarela, Colección Estatal de Pintura de Baviera Múnich

En los bordes laterales de la imagen se pueden ver superficies redondeadas de árboles que, como las venas del caballo, apuntan al título original que Marc escribió en el estudio de acuarela de 16.4 × 26 cm de tamaño para el cuadro: Los árboles mostraban sus anillos, los animales sus venas  y que el artista también dio a August Macke como título del cuadro. Los animales y las plantas aparecen unidos en el concepto de sufrimiento y destino cuando escribió en la parte posterior del estudio preliminar: “Y todo ser es sufrimiento ardiente”, una línea ligeramente modificada del Dhammapada budista del Canon Pali de Buda Gautama:

Das ganze Sein ist flammend Leid –

Wer dies mit weisem Sinne sieht,

Wird bald des Leidenlebens satt:

Das ist der Weg der Läuterung.
Todo el ser es sufrimiento ardiente –

Cualquiera que vea esto con una mente sabia

Pronto se cansará de la vida de sufrimiento:

Este es el camino de la purificación.

## Técnica
La pintura contiene solo líneas diagonales. La falta de líneas horizontales y verticales en toda la pintura junto con los colores profundos, crean tensión. Esta tensión resalta aún más el caos y la violencia de la vida de los animales. Estas diagonales se enfatizan de tres maneras principales: orden de composición, postura diagonal de los animales y “la posición del animal de conformidad con las diagonales”. " : 226 Las diagonales también ayudan con la narración actuando como chispas de fuego que se dispersan por el lienzo.
Las pinturas de Marc tenían un tema recurrente de colores que representaban ciertas cosas. : 969 El azul representaría a los varones y la severidad y espiritualidad que poseían. El amarillo representaría a las mujeres y su lado sensual y gentil. El rojo representaría la materia y la pesadez y brutalidad que ésta contiene. Franz Marc hace uso de estos colores en El destino de los animales para promover su tema actual de los colores. El ciervo azul del medio es un macho que contiene mucha espiritualidad. Algunos estudiosos creen que el ciervo azul es considerado un sacrificio, y su color y postura erguida lo demuestran aún más. : 270 

## Historia
El cuadro de gran formato con dimensiones 195 × 263,5 cm fue creado en 1913 en su ciudad natal, Sindelsdorf. Es enmarcable en el estilo de pintura abstracta temprana del artista. Franz Marc se inspiró para ctrear la obra leyendo la Leyenda de San Julián el Hospitalario de Gustave Flaubert-
En 1913, Marc contribuyó decisivamente a la organización de la exposición del Primer Salón de Otoño Alemán de Herwarth Walden, que tuvo lugar en Berlín a partir de septiembre de 1913. Incluyó siete pinturas en la exposición, entre ellas La torre de los caballos azules y El destino de los animales. Cuando recibió de su amigo coleccionista de arte Bernhard Koehler una postal que representaba el destino de los animales durante la guerra, le escribió a su esposa María el día 17 de marzo de 1915 desde el campo:
“Cuando la vi, quedé completamente impactado y emocionado. Es como un presagio de esta guerra, espantoso y conmovedor; ¡Difícilmente puedo imaginar que pinté eso! En cualquier caso, en la fotografía borrosa parece increíblemente cierto que me dio mucho miedo."
Tras la muerte de Marc cerca de Verdún, el cuadro se expuso junto con otras 52 obras en noviembre de 1916 en el marco de la “Exposición en memoria de Franz Marc” en la galería Sturm de Herwarth Walden en Berlín y, tras la exposición, fue enviado a un almacén junto con otras fotografías puestas bajo el control de una compañía naviera berlinesa. Cuando la mayoría de los cuadros ya habían sido enviados a Wiesbaden, por la noche se produjo un incendio que destruyó un tercio del cuadro. María Marc aprovechó esta desgracia para poner fin a la agencia general de Walden para el trabajo de su marido. Paul Klee lo restauró en el alojamiento de Maria Marc en Ried en la primavera de 1919 basándose en el estudio preliminar en acuarela de 1913 y fotografías en tonos marrones transparentes, “como un servicio de amistad para el compañero caído, cuyo entusiasmo por la guerra nunca había compartido”. Después de que el cuadro estuviera anteriormente en la Nueva Pinacoteca, fue acondicionado con un lienzo nuevo en Múnich.  La diferencia de color todavía recuerda al pasado incendio.

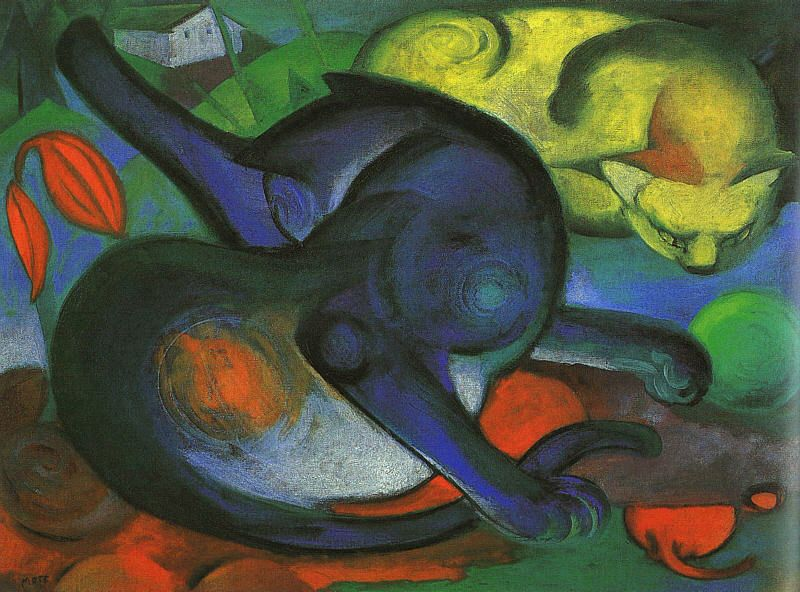
Dos gatos, azul y amarillo, de Marc, 1912, fue adquirida junto con El destino de los animales por el Kunstmuseum de Basilea en 1939.

En 1922, El destino de los animales se mostró en la exposición Franz Marc en el Kronprinzenpalais de Berlín. El historiador del arte Alois Schardt era entonces asistente de Ludwig Justi en la Galería Nacional y desempeñó un papel clave en la organización de la exposición. Schardt, que en 1926 se convirtió en director del Museo Moritzburg de Halle, pudo adquirir el cuadro para el museo en 1930. En 1935, durante la época del nacionalsocialismo, ocho obras de Marc de Moritzburg fueron, entre otras cosas, calificadas de "bolchevismo cultural" (más tarde "arte degenerado") y desterradas a la "cámara de los horrores" („Schreckenskammer“) en el ático de la museo del sucesor de Schardt, Hermann Schiebel, incluido El destino de los animales. Sólo unos pocos visitantes tuvieron acceso a la “cámara de los horrores” con “fines de estudio”.
En 1939, la ciudad de Basilea decidió adquirir importantes obras de las existencias de pinturas confiscadas para el Kunstmuseum Basel. Por eso, el nuevo curador del museo, Georg Schmidt, viajó a Berlín en mayo de este año para hacer su selección entre "poderosos montones de cuadros" preparados por los marchantes de arte Karl Buchholz y Hildebrand Gurlitt. Entre otros, seleccionó Destinos animales y Dos gatos, azul y amarillo de Franz Marc, La novia del viento de 1913 de Oskar Kokoschka y el cuadro Ecce homo de Lovis Corinth de 1925. Compró El destino de los animales por el precio de 6.000 francos suizos. El cuadro, que ahora se encuentra en el Kunstmuseum Basel, ya no se puede tomar prestado debido a su frágil estado.